# Hendrik Frans Verbrugghen
Pour les articles homonymes, voir Verbruggen.
Hendrik Frans Verbrugghen, parfois orthographié Verbruggen, était un sculpteur et dessinateur flamand né Anvers (Pays-Bas espagnols, Saint-Empire romain germanique) le 30 avril 1654 et décédé dans la même ville le 12 décembre 1724.
Il est principalement connu pour son mobilier d'église baroque dans diverses églises belges. 

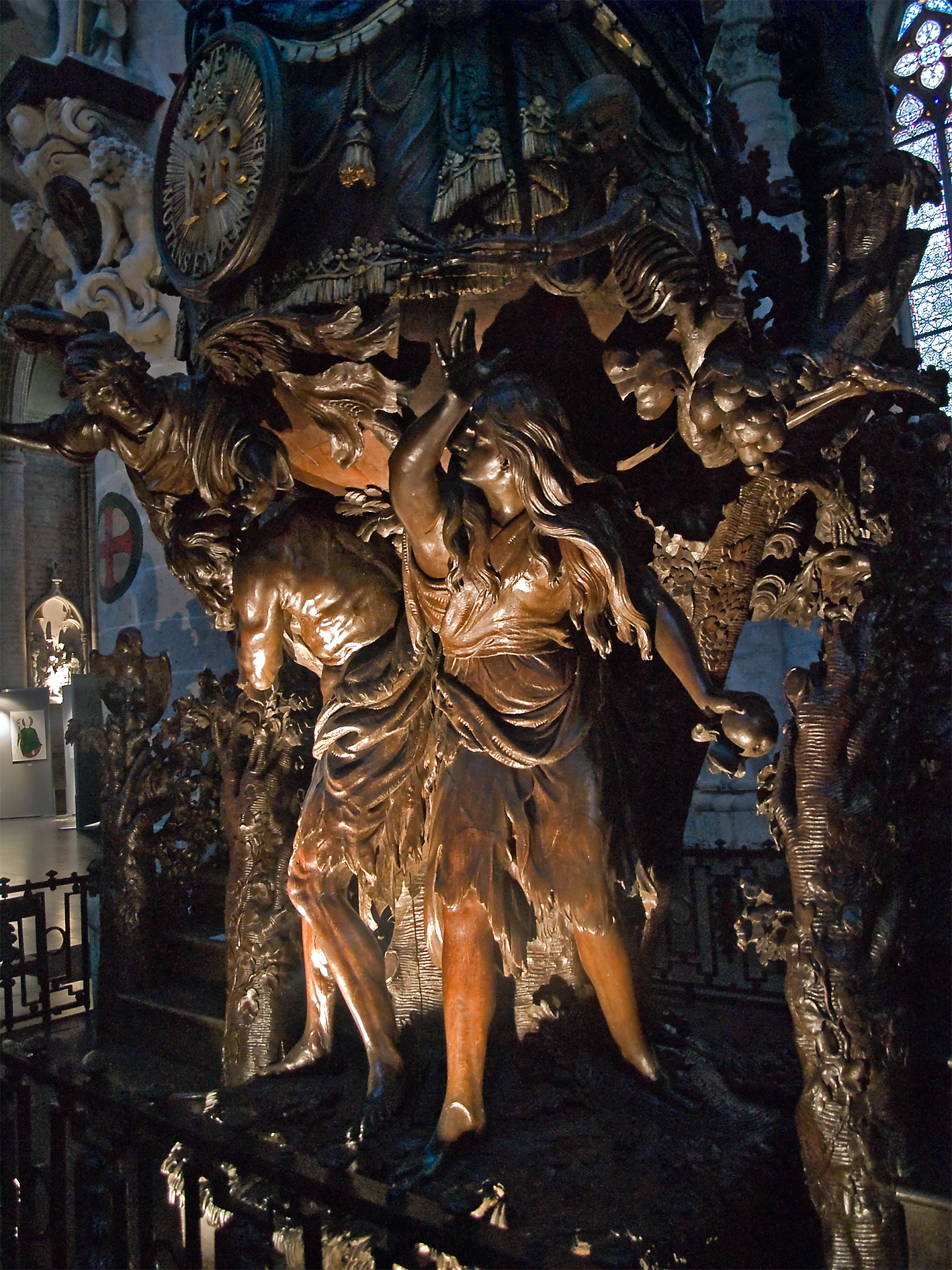
Sculpture d'Adam et Eve d'Hendrik Frans Verbrugghen dans la Cathédrale Saints-Michel-et-Gudule de Bruxelles, datant de 1699.